# Toire no Hanako
Toire no Hanako (トイレの花子 Toire no Hanako em português literalmente "Hanako do Banheiro") é uma lenda urbana japonesa, semelhante a lenda urbana da Loira do banheiro, no Brasil. A lenda diz que uma menina de 10 anos chamada Hanako estava brincando de esconde-esconde com os colegas da escola, e se escondeu na terceira cabine do banheiro feminino. Dizem que Hanako não voltou do banheiro. 
No dia seguinte, a mulher que limpava o banheiro encontrou Hanako morta, caida no chão da cabine 3 do banheiro (algumas versões da lenda dizem que ela bateu a cabeça, outras dizem que ela foi assassinada ou estuprada por um pervertido). Dizem que o espírito de Hanako aparece no boxe 3° do banheiro das escolas, querendo talvez fazer amigos ou se vingar de sua morte, matando a pessoa do mesmo jeito que ela morreu. Se a pessoa tentar fugir de Hanako, ela iria aparecer no banheiro da casa da pessoa na meia-noite. Dizem que se você bater na porta do seu banheiro 3 vezes, enquanto fala "Hanako-san, Hanako-san asobitai?" (Hanako, quer brincar?), uma voz irá dizer "Hai"(Sim), se tentar fugir, será puxado para dentro do banheiro.

## Hanako na mídia
- A lenda de Hanako gerou um filme, chamado "Toire no Hanako-chan".

- Hanako também aparece no anime Histórias de Fantasmas (em japonês 学校の怪談), apesar de ser uma fantasma inofensiva.
- Hanako também aparece no mangá Hanako to Guuwa no Tera, de Sakae Esuno.

- Hanako aparece também no jogo de RPG Maker "Misao".
- No mangá Jibaku Shonen Hanako-kun (o qual fala sobre mistérios e lendas japonesas), a Hanako-san foi descaracterizada, virando um menino que pode realizar seu desejo em troca de algo seu. É um ser pervertido com um passado não muito agradável.
- Hanako aparece em Yandere Simulator.
- O oitavo episódio do seriado infantil japonês Escola dos Monstros (バケルノ小学校 ヒュードロ組, Bakeruno Shōgakkō Hyūdoro-gumi), "O Banheiro Mal Assombrado" (あかずのトイレ, Akazu no toire), faz referência à lenda de Hanako.
- Há uma música inspirada e nomeada na lenda de Hanako. A autoria e clipe desta música pertencem ao grupo japonês Atarashii Gakko!
- A idol japonesa de Death Metal, 14th Generation Toilet Hanako-san se inspira na lenda para a sua estética.